# Уоддингтон (гора)
Уоддингтон (англ. Mount Waddington ) — самая высокая вершина Берегового хребта, третья по высоте вершина Британской Колумбии (после вершин Фэруэтер (4663 м) и Куинси-Адамс (4133 м) в Горах Святого Ильи на границе с Аляской) и самая высокая из вершин, целиком принадлежащих провинции Британская Колумбия на западе Канады. Абсолютная высота 4016 метров. Первое восхождение совершили в 1936 году Фриц Вейснер и Уильям Хаус.